# 星宿六
長蛇座26，又名BD-11 2609，HD 80499、SAO 155096、HR 3706，是長蛇座的一颗恒星，视星等为4.79，位于銀經243.1，銀緯25.49，其B1900.0坐标为赤經9h 14m 57.3s，赤緯-11° 25.49′ 10″。